# Tyra (Třinec)
Tyra (deutsch Tyrra) ist ein Ortsteil der Stadt Třinec in Tschechien. Er liegt sieben Kilometer südlich des Stadtzentrums von Třinec und gehört zum Okres Frýdek-Místek.

## Geographie
Das Gebirgsdorf Tyra befindet sich im Nordosten der Mährisch-Schlesischen Beskiden im Tal des Flüsschens Tyra. Westlich erhebt sich der Javorový (1031 m), südwestlich der Ropice (1082 m), im Süden der Smrčina (1014 m) und der Ostrý (1044 m).
Nachbarorte sind Oldřichovice und Podgrúň im Norden, Karpentná und Bystřice im Nordosten, Hrádek im Osten, Košařiska im Südosten, Horní Lomná im Süden, Morávka im Südwesten, Řeka im Westen sowie Guty im Nordwesten.

## Geschichte
Im 16. Jahrhundert entstanden bei der Besiedlung der Beskidenwälder durch walachische Siedler eine Vielzahl von Einzelschlägen. Tyra entstand, wie auch die umliegenden Ortschaften Košařiska und Řeka im 17. Jahrhundert durch das Anwachsen der Passeken zu Salaschensiedlungen. 1619 wurde Tyra erstmals im Urbar aufgeführt. Durch Rodung entstanden im Tal kleinere Felder. Ab 1644 gehörte Tyra zum katstaer von Oldřichovice. 1757 wurden in Tyra die ersten Kartoffeln angebaut.  Neben der Weidewirtschaft betrieben die Bewohner auch Leineweberei. Besitzer des Dorfes waren im 18. Jahrhundert die Grafen Praschma.
Nach der Aufhebung der Patrimonialherrschaften bildete Tyra ab 1850 eine Gemeinde im Bezirk Teschen. 1890 bestand das Dorf aus 82 Häusern und hatte 503 Einwohner, davon waren 492 Polen. Im Jahre 1900 lebten in Tyrra 511 Menschen. Nach der Gründung der Tschechoslowakei gehörte der Ort zu den Streitgegenständen im Polnisch-Tschechoslowakischen Grenzkrieg. Ab 1920 gehörte der Ort zum Bezirk Český Těšín. Infolge des Münchner Abkommens kam Tyra 1938 zu Polen und nach der Eroberung durch das Deutsche Reich gehörte das Dorf von 1939 bis 1945 zum Landkreis Teschen. Nach dem Ende des Zweiten Weltkrieges kam der Ort zur Tschechoslowakei zurück. Nach der Auflösung des Okres Český Těšín kam der Ort mit Beginn des Jahres 1961 zum Okres Frýdek-Místek. 1980 erfolgte die Eingemeindung nach Třinec. 1991 hatte der Ort 424 Einwohner. Im Jahre 2001 bestand das Dorf aus 129 Wohnhäusern, in denen 411 Menschen lebten.
Heute ist Tyra vor allem ein Erholungsort. Im Dorf besteht ein Sägewerk.
Im Ort lebt eine starke polnische Minderheit.

## Sehenswürdigkeiten
- Aussichtsberg Javorový
- Kapelle
- mächtige Sommerlinde unweit der Kapelle